# Fredo Jung
Fredo Jung (* 9. Februar 1949 in Gotha) ist ein deutscher Pianist, Dirigent und Komponist.

## Leben
Jung erhielt seit dem fünften Lebensjahr Klavierunterricht und später Violinunterricht. Mit 12 Jahren trat er erstmals als Pianist auf. An der Hochschule für Musik Franz Liszt Weimar absolvierte er ein externes Frühstudium, von 1967 bis 1972 studierte er dort Dirigieren und Klavier sowie Komposition (Nebenfach) und Violine (Nebenfach).
Sein erstes Engagement bekam er 1972 am Deutschen Nationaltheater Weimar als Solorepetitor. 1973 wurde er Dozent für Korrepetition und Opernschule an der Hochschule für Musik Weimar. 1976 wechselte er an die Städtischen Bühnen Erfurt als Solorepetitor mit Dirigierverpflichtung, 1979 wurde er Zweiter Kapellmeister. Von 1987 bis 1992 war Jung Chefdirigent und Musikalischer Oberleiter von Landeskapelle  und Landestheater Altenburg.
Im Fach Dirigieren unterrichtete er von 1992 bis 1994 an der Musikhochschule Weimar. Seit 1994 war er als Dozent für Dirigieren, Korrepetition und Blattspiel an der Hochschule für Musik und Theater „Felix Mendelssohn Bartholdy“ Leipzig freischaffend tätig.
Fredo Jung ist als Dirigent und Komponist tätig und tritt als Schöpfer von eigenen Arrangements und Kompositionen in Erscheinung, u. a. für das Calmus Ensemble Leipzig, das Gaede Trio, die Klangkörper des Mitteldeutschen Rundfunks und das Gewandhausorchester.
Einer seiner Schüler ist der Komponist Lukas Pauli (* 2000), welcher mit mehreren Preisen bei Jugend komponiert Hessen & Thüringen ausgezeichnet wurde.